# Тайлаково (Татарский район)
Тайлаково — деревня в Татарском районе Новосибирской области. Входит в состав Лопатинского сельсовета.

## География
Площадь деревни — 92 гектара.

## Население
| 2002 | 2007 | 2010 |
| ---- | ---- | ---- |
| 175  | ↗189 | ↘179 |

## Инфраструктура
В деревне по данным на 2007 год функционируют 1 учреждение здравоохранения и 1 учреждение образования.